# Yamaha 350 RD
La RD 350 est un modèle de moto de la gamme du constructeur japonais Yamaha.

## Historique
Elle a été commercialisée en France de 1973 à 1975. Ses performances étaient comparables aux 750 4 temps occidentaux de l'époque.
Initialement conçue avec une boîte de vitesses à six rapports, la 350 RD a été homologuée en France avec une boîte à cinq vitesses. Il suffit de retirer un pion pour obtenir une moto à six vitesses.
Les différences notables entre une YR5 de 1972 et une RD 350 de 1973 (Rep 351) sont le frein a disque à l'avant et l'admission par clapets.
En 1974 (Rep 351), on trouve une modification des coloris, des poignées en caoutchouc au guidon, la suppression des monogrammes du réservoir d'huile et du cache latéral, une selle plus épaisse, les gravures sur les commodos disparaissent, les boisseaux des carburateurs s'allongent, passant de 34 à 48 mm, et s'alourdissent (le modèle du carburateur devient « 360G7 »).
En 1975 (Rep 521), on trouve une modification des coloris, un allongement des silencieux, des cales en caoutchouc sur les ailettes des cylindres et des culasses, la suppression des monogrammes métalliques du réservoir d'essence, la modification des culasses (bougies à culots longs), la libération du 6e rapport et un nouvel étagement de la boite de vitesses (la 6° correspond à la 5° des modèles 1973 et 74). Ce nouvel étagement sera d'ailleurs conservé sur la 400 RD de 1976.